# Tour di Marco Mengoni
Questa pagina contiene tutti i tour e i live del cantante italiano Marco Mengoni.

## Riepilogo

### Tour
| Periodo                     | Nome Tour               | Album da promuovere               | Concerti |
| --------------------------- | ----------------------- | --------------------------------- | -------- |
| maggio - agosto 2010        | Re matto Tour 2010      | Dove si vola (EP) - Re matto (EP) | 49       |
| novembre 2011 - maggio 2012 | Solo Tour 2.0 2011-2012 | Solo 2.0                          | 36       |
| maggio - ottobre 2013       | L'essenziale Tour 2013  | Pronto a correre                  | 39       |
| maggio 2015                 | Mengoni Live 2015       | Parole in circolo                 | 10       |
| aprile - dicembre 2016      | Mengoni Live 2016       | Le cose che non ho                | 43       |
| aprile - dicembre 2019      | Atlantico Tour 2019     | Atlantico                         | 53       |
| giugno - ottobre 2022       | Mengoni Live 2022       | Materia (Terra) - Materia (Pelle) | 16       |
| giugno - novembre 2023      | Marco Mengoni Tour 2023 | Materia (Prisma)                  | 16       |
| giugno - dicembre 2025      | Marco Mengoni Tour 2025 |                                   | 45       |
| Totale                      | Totale                  | Totale                            | 307      |

### Live
- 31 dicembre 2013, Rimini, Piazzale Federico Fellini, concerto di fine anno
- 31 dicembre 2016, Firenze, Piazzale Michelangelo, concerto di fine anno
- 31 dicembre 2017, Bari, Piazza della Libertà, concerto di fine anno
- 24 aprile 2023, Parigi (Francia), La Cigale, concerto di preparazione alla partecipazione all'Eurovision Song Contest 2023
- 25 aprile 2023, Bruxelles (Belgio), Ancienne Belgique, concerto di preparazione alla partecipazione all'Eurovision Song Contest 2023
- 27 aprile 2023, Francoforte sul Meno (Germania), Batschkapp, concerto di preparazione alla partecipazione all'Eurovision Song Contest 2023
- 29 aprile 2023, Zurigo (Svizzera), Komplex 457, concerto di preparazione alla partecipazione all'Eurovision Song Contest 2023
- 31 dicembre 2023, Cagliari, Fiera di Cagliari, concerto di fine anno

## Re matto Tour 2010

### Date
Maggio
- 1º maggio 2010 (Data zero), Osimo, PalaBaldinelli
- 3 maggio 2010, Milano, Alcatraz
- 4 maggio 2010, Milano, Alcatraz
- 6 maggio 2010, Roma, Atlantico
- 7 maggio 2010, Roma, Foro Italico
- 9 maggio 2010, Cesena, Nuovo Teatro Carisport
- 10 maggio 2010, Firenze, Saschall
- 11 maggio 2010, Trento, PalaTrento
- 13maggio 2010, Padova, Gran Teatro Geox
- 14 maggio 2010, Pordenone, Pala Forum
- 16 maggio 2010, Canepina, Piazza I Maggio
- 18 maggio 2010, Barletta, PalaDisfida
- 19 maggio 2010, Napoli, Teatro Palapartenope
- 21 maggio 2010, Torino, PalaAlpitour
- 26 maggio 2010, Roma, Pala Atlantico
- 30 maggio 2010, Nonantola, Vox Club (inizialmente previsto per il 22/05/10)

Giugno
- 4 giugno 2010, Verona, Teatro romano
- 5 giugno 2010, Campobasso, Piazza Prefettura
- 10 giugno 2010, Mercato San Severino, Gran Teatro Mediterraneo
- 17 giugno 2010, Parma, Piazzale Balestrieri
- 19 giugno 2010 Montichiari, PalaGeorge (inizialmente previsto per il 23/05/10)
- 25 giugno 2010, Albese con Cassano, Piazza delle feste
- 26 giugno 2010, Lodi, Piazza Bipielle
- 30 giugno 2010, San Gimignano, Stadio Comunale

Luglio
- 2 luglio 2010, Rimini, Notte rosa
- 5 luglio 2010, Ronciglione, Piazza Vittorio Emanuele
- 15 luglio 2010, Genova, Arena del mare
- 16 luglio 2010, Alessandria, La Cittadella
- 18 luglio 2010, Marina di Massa, Piazza Betti
- 24 luglio 2010, Sottomarina, Spiaggia della diga
- 27 luglio 2010, Montesilvano, Campo sportivo
- 31 luglio 2010, Giffoni Valle Piana, Cittadella del Cinema

Agosto
- 1º agosto 2010, Ceglie Messapica, Arena Palasport
- 4 agosto 2010, Ginestra, Campo sportivo
- 5 agosto 2010, Anzio, Villa Adele
- 7 agosto 2010, Bibione, Piazzale Zenith
- 9 agosto 2010, Acri, Anfiteatro
- 16 agosto 2010, Zafferana Etnea, Anfiteatro
- 17 agosto 2010, Alcamo, Corte Collegio Gesuiti
- 19 agosto 2010, Scoglitti, Piazza Sorelle Arduino
- 21 agosto 2010, Palmi, Piazza I Maggio
- 26 agosto 2010, San Benedetto del Tronto, Area molo
- 28 agosto 2010, San Vincenzo, Porto

Settembre
- 2 settembre 2010, Viterbo, Arena Valle Faul
- 5 settembre 2010, Santa Margherita Ligure, Rotonda sul mare
- 6 settembre 2010, Sanremo, Teatro Ariston
- 8 settembre 2010, Luogosanto, Piazza incoronazione
- 9 settembre 2010, Cagliari, Anfiteatro romano
- 11 settembre 2010, Milano, PalaSharp (Festa dell'unità)

#### Date annullate
- 10 agosto 2010, Crosia
- 12 agosto 2010, Agropoli, Stadio Comunale Guariglia
- 13 agosto 2010, Monte di Procida, Piazza XXVII Gennaio
- 30 agosto 2010, Spoleto, Piazza Duomo - annullato causa maltempo

## Solo Tour 2.0 2011-2012

### Scaletta

#### Tour palazzetti
1. Searching
2. Un gioco sporco
3. In viaggio verso me
4. La guerra
5. In un giorno qualunque
6. Uranio 22
7. Psycho Killer
8. L'equilibrista
9. Credimi ancora
10. Dove si vola
11. Lontanissimo da te
12. Questa notte
13. No stress
14. Mangialanima
15. Tonight
16. Come ti senti
17. Stanco (Deeper Inside)
18. Un finale diverso
19. Fino a ieri
20. Tanto il resto cambia
21. Dall'inferno
22. Solo (Bolero)
23. Solo (Vuelta al ruedo)
24. Ghost track
25. I Can't Stand the Rain (cover di Ann Peebles)
26. Natural Blues (cover di Moby)
27. In This World (cover di Moby)

#### Tour teatrale
1. Tonight
2. Credimi ancora
3. Questa notte
4. Solo (Vuelta al ruedo)
5. Can't Help Falling in Love (cover di Elvis Presley)
6. Stanco (Deeper Inside)
7. Dall'inferno
8. Searching
9. L'equilibrista
10. Bolero / Innuendo (cover dei Queen)
11. Psycho Killer
12. Tanto il resto cambia
13. In viaggio verso me
14. Mangialanima
15. Come ti senti
16. Signed, Sealed, Delivered I'm Yours (cover di Stevie Wonder) / Beware (cover dei Deftones) / Sunny (cover di Bobby Hebb) / Move Over (cover di Janis Joplin) / Nutbush City Limits (cover di Ike & Tina Turner)
17. Un finale diverso
18. Rehab (cover di Amy Winehouse)
19. The Fool on the Hill (cover dei Beatles)
20. The Switch (cover dei Planet Funk)
21. Dove si vola
22. La guerra
23. Uranio 22
24. In un giorno qualunque

### Date

#### Tour palazzetti
Novembre 2011
- 19 novembre 2011 (Data zero), Roccaraso, Palaghiaccio Bolino
- 26 novembre 2011, Milano, Forum di Assago
- 29 novembre 2011, Roma, PalaLottomatica

Dicembre 2011
- 1º dicembre 2011, Perugia, PalaEvangelisti
- 3 dicembre 2011, Torino, PalaOlimpico
- 4 dicembre 2011, Genova, 105 Stadium
- 7 dicembre 2011, Bologna, PalaDozza
- 8 dicembre 2011, Padova, Gran Teatro Geox
- 10 dicembre 2011, Ancona, PalaRossini
- 14 dicembre 2011, Firenze, Nelson Mandela Forum
- 15 dicembre 2011, Napoli, Teatro Palapartenope
- 17 dicembre 2011, Catania, PalaCatania
- 31 dicembre 2011, Catanzaro, Piazza Prefettura

Febbraio 2012
- 3 febbraio 2012, Udine, PalaCarnera
- 4 febbraio 2012, Rimini, 105 Stadium
- 10 febbraio 2012, Verona, PalaOlimpia
- 13 febbraio 2012, La Spezia, PalaMariotti

#### Tour teatrale
Aprile 2012
- 15 aprile 2012 (Data zero), Castelleone, Teatro del viale
- 19 aprile 2012, Milano, Teatro degli Arcimboldi
- 21 aprile 2012, Genova, Teatro Politeama Genovese
- 24 aprile 2012, Rimini, 105 Stadium
- 25 aprile 2012, Lugano (Svizzera), Palazzo dei Congressi
- 28 aprile 2012, Brescia, Teatro di Brescia
- 30 aprile 2012, Caserta, Giardino Primavera

Maggio 2012
- 4 maggio 2012, Catania, Teatro Metropolitan
- 5 maggio 2012, Palermo, Teatro Politeama
- 11 maggio 2012, Varese, Teatro Che Banca!
- 14 maggio 2012, Verona, Teatro Filarmonico
- 16 maggio 2012, La Spezia, Teatro Civico
- 18 maggio 2012, Assisi, Teatro Lyrick
- 19 maggio 2012, Napoli, Teatro Augusteo
- 21 maggio 2012, Udine, Teatro Nuovo Giovanni da Udine (inizialmente previsto per il 27/04/12 al PalaCarnera)
- 22 maggio 2012, Treviglio, PalaFacchetti
- 24 maggio 2012, Ferrara, Teatro Nuovo
- 26 maggio 2012, Civitanova Marche, Teatro Rossini
- 27 maggio 2012, Roma, Gran Teatro

## L'essenziale Tour 2013

### Band
- Luca Colombo: direttore musicale
- Gianluca Ballarin: pianoforte, tastiere, programmazioni
- Giovanni Pallotti: basso elettrico
- Andrea Pollione: organo, tastiere
- Peter Cornacchia: chitarra elettrica
- Davide Sollazzi: batteria

### Scaletta
1. Pronto a correre
2. Evitiamoci
3. Bellissimo
4. Non passerai
5. L'equilibrista
6. Credimi ancora
7. Avessi un altro modo
8. Dall'inferno
9. I Got the Fear
10. Spari nel deserto
11. 20 sigarette
12. La vita non ascolta
13. Solo
14. Tonight
15. Come ti senti
16. La valle dei re
17. Tanto il resto cambia
18. Un'altra botta
19. Un giorno qualunque
20. Non me ne accorgo
21. Natale senza regali
22. L'essenziale
23. Una parola

### Date
Maggio
- 5 maggio 2013 (Data zero), Civitanova Marche, Teatro Rossini
- 8 maggio 2013, Milano, Teatro degli Arcimboldi
- 20 maggio 2013, Torino, Teatro Colosseo
- 21 maggio 2013, Genova, Teatro Carlo Felice
- 23 maggio 2013, Firenze, Teatro Verdi
- 24 maggio 2013, Padova, Gran Teatro Geox
- 26 maggio 2013, Napoli, Teatro Augusteo
- 27 maggio 2013, Ancona, Teatro delle Muse
- 29 maggio 2013, Roma, Auditorium Parco della Musica (Sala Santa Cecilia)
- 30 maggio 2013, Bologna, Europauditorium

Giugno
- 1º giugno 2013, Trieste, Teatro Rossetti

Luglio
- 4 luglio 2013, Trento, Piazza Fiera
- 6 luglio 2013, Piazzola sul Brenta, Anfiteatro Camerini
- 8 luglio 2013, Brescia, Piazza della Loggia
- 10 luglio 2013, Siena, Piazza Duomo
- 20 luglio 2013, Govone, La Collina degli Elfi
- 27 luglio 2013, Cervia, Piazza Garibaldi

Agosto
- 4 agosto 2013, Paestum, Teatro dei Templi
- 6 agosto 2013, Cagliari, Arena Sant'Elia
- 10 agosto 2013, Cosenza, Anfiteatro di Villapiana
- 13 agosto 2013, Bolgheri, Arena della Rocchetta
- 18 agosto 2013, Macerata, Sferisterio
- 19 agosto 2013, Pescara, Teatro monumento Gabriele D'Annunzio
- 21 agosto 2013, San Pancrazio Salentino, Forum Eventi
- 23 agosto 2013, Ronciglione, Campo Sportivo
- 26 agosto 2023, Taormina, Teatro Antico
- 27 agosto 2013, Palermo, Teatro di Verdura
- 31 agosto 2013, Verona, Teatro romano

Settembre
- 1º settembre 2013, Verona, Teatro romano
- 25 settembre 2013, Milano, Teatro degli Arcimboldi
- 26 settembre 2013, Milano, Teatro degli Arcimboldi
- 28 settembre 2013, Roma, GranTeatro

Ottobre
- 1º ottobre 2013, Bologna, Europauditorium
- 6 ottobre 2013, Roma, Auditorium Parco della Musica (Sala Santa Cecilia)
- 9 ottobre 2013, Napoli, Teatro Augusteo
- 11 ottobre 2013, Firenze, Teatro Verdi
- 12 ottobre 2013, Torino, Teatro Colosseo
- 17 ottobre 2013, Torino, Auditorium del Lingotto
- 19 ottobre 2013, Firenze, Teatro Verdi

## Mengoni Live 2015

### Band
- Gianluca Ballarin: direttore musicale e tastiere
- Giovanni Pallotti: basso elettrico
- Peter Cornacchia: chitarra elettrica, chitarra acustica
- Alessandro De Crescenzo: chitarra elettrica
- Davide Sollazzi: batteria, percussioni
- Davide Ferrario: cori, polistrumentista
- Francesco Minutello: tromba
- Federico Pierantoni: trombone
- Mattia Dalla Pozza: sassofono

### Scaletta
1. Guerriero
2. Non me ne accorgo
3. Sei come sei
4. Pronto a correre
5. Invincibile
6. Mai per sempre
7. Dove si vola
8. Llorona / Solo
9. La valle dei re
10. Ed è per questo
11. Bellissimo
12. 20 sigarette / Natale senza regali
13. Come un attimo fa
14. I Got the Fear
15. Non passerai
16. Esseri umani
17. La neve prima che cada
18. Stanco
19. Una parola
20. L'essenziale
21. In un giorno qualunque
22. Io ti aspetto

### Date

#### Maggio
- 5 maggio 2015 (Data zero), Mantova, Palabam
- 7 maggio 2015, Milano, Forum di Assago
- 8 maggio 2015, Milano, Forum di Assago
- 10 maggio 2015, Torino, PalaOlimpico
- 12 maggio 2015, Firenze, Nelson Mandela Forum
- 15 maggio 2015, Roma, PalaLottomatica
- 16 maggio 2015, Napoli, Teatro Palapartenope
- 19 maggio 2015, Bari, PalaFlorio
- 21 maggio 2015, Bologna, Unipol Arena (inizialmente previsto al PalaDozza)
- 23 maggio 2015, Conegliano, Zoppas Arena

## Mengoni Live 2016

### Band
- Giovanni Pallotti: basso elettrico
- Peter Cornacchia: chitarra elettrica, chitarra acustica
- Alessandro De Crescenzo: chitarra elettrica
- Gianluca Ballarin: pianoforte, tastiera, sintetizzatore, organo Hammond, Fender Rhodes, programmazione, sequencer
- Davide Sollazzi: batteria, percussioni
- Francesco Minutello: tromba
- Federico Pierantoni: trombone
- Mattia Dalla Pozza: sassofono
- Yvonne Park: cori
- Barbara Comi: cori

### Scaletta

#### Tour primaverile
1. Ti ho voluto bene veramente
2. Non me ne accorgo
3. Nemmeno un grammo
4. Resti indifferente
5. Parole in circolo
6. Esseri umani
7. Ricorderai l'amore
8. Dove si vola
9. Pronto a correre
10. Ad occhi chiusi
11. Solo
12. Mai e per sempre
13. In un giorno qualunque
14. Tonight
15. I Got the Fear
16. Freedom (cover di Pharrell Williams)
17. Non passerai
18. Solo due satelliti
19. L'essenziale
20. La valle dei re
21. Una parola / La nostra estate / Io ti aspetto
22. Guerriero
23. Kiss (cover di Prince)

#### Tour autunnale
1. Ti ho voluto bene veramente
2. Non me ne accorgo
3. Nemmeno un grammo
4. Parole in circolo
5. Esseri umani
6. Ricorderai l'amore
7. Onde
8. Pronto a correre
9. Sai che
10. Ad occhi chiusi
11. In un giorno qualunque
12. Tonight
13. I Got the Fear
14. Freedom
15. Se imparassimo
16. Non passerai
17. Solo due satelliti
18. L'essenziale
19. La valle dei re
20. Una parola / I Feel Love (cover di Donna Summer) / Io ti aspetto
21. Guerriero
22. Medley raggae

### Date

#### Tour primaverile
Aprile
- 26 aprile 2016 (Data zero), Montichiari, PalaGeorge
- 28 aprile 2016, Torino, PalaOlimpico
- 30 aprile 2016, Padova, Kioene Arena

Maggio
- 1º maggio 2016, Bologna, Unipol Arena
- 3 maggio 2016, Firenze, Nelson Mandela Forum
- 4 maggio 2016, Genova, 105 Stadium
- 6 maggio 2016, Milano, Forum di Assago
- 7 maggio 2016, Milano, Forum di Assago
- 10 maggio 2016, Perugia, PalaEvangelisti
- 12 maggio 2016, Roma, PalaLottomatica
- 13 maggio 2016, Roma, PalaLottomatica
- 15 maggio 2016, Acireale, PalaTupparello
- 17 maggio 2016, Eboli, PalaSele
- 19 maggio 2016, Livorno, Modigliani Forum
- 21 maggio 2016, Verona, Arena di Verona
- 22 maggio 2016, Verona, Arena di Verona
- 25 maggio 2016, Madrid (Spagna), Cine Barceló

#### Tour estivo
Luglio
- 8 luglio 2016, Locarno (Svizzera), Piazza Grande, Moon and Stars
- 15 luglio 2016, Saint-Tropez (Francia), Les Soirées de la Citadelle
- 16 luglio 2016, Barolo, Collisioni Festival
- 23 luglio 2016, Lucca, Piazza Napoleone, Lucca Summer Festival

#### Tour autunnale
Novembre
- 12 novembre 2016, Mantova, PalaBam
- 14 novembre 2016, Lugano (Svizzera), Cornèr Arena
- 16 novembre 2016, Milano, Forum di Assago
- 17 novembre 2016, Milano, Forum di Assago
- 19 novembre 2016, Conegliano, Zoppas Arena
- 20 novembre 2016, Rimini, 105 Stadium
- 22 novembre 2016, Padova, Kioene Arena
- 23 novembre 2016, Torino, PalaOlimpico
- 25 novembre 2016, Roma, PalaLottomatica
- 28 novembre 2016, Caserta, PalaMaggiò
- 30 novembre 2016, Reggio Calabria, PalaCalafiore

Dicembre
- 2 dicembre 2016, Ancona, PalaRossini
- 4 dicembre 2016, Bolzano, Palaonda

#### Tour europeo
Dicembre
- 6 dicembre 2016, Francoforte sul Meno (Germania), Capitol Theater
- 8 dicembre 2016, Bruxelles (Belgio), Cirque Royal
- 9 dicembre 2016, Amsterdam (Paesi Bassi), Melkweg
- 11 dicembre 2016, Parigi (Francia), Le Trianon
- 12 dicembre 2016, Lussemburgo (Lussemburgo), Rockhal
- 14 dicembre 2016, Zurigo (Svizzera), Volkhaus
- 15 dicembre 2016, Colonia (Germania), Live Music Hall
- 18 dicembre 2016, Vienna (Austria), Chaya Fuera
- 20 dicembre 2016, Varsavia (Polonia), Stodola

## Atlantico Tour 2019

### Band
- Christian Rigano: direttore musicale, pianoforte e tastiere
- Giovanni Pallotti: basso elettrico
- Peter Cornacchia: chitarra elettrica, chitarra acustica
- Massimo Colagiovanni: chitarra elettrica, chitarra acustica
- Davide Sollazzi: batteria
- Leonardo Di Angilla: percussioni
- Moris Pradella: cori, chitarra acustica
- Yvonne Park: cori
- Barbara Comi: cori

### Scaletta

#### Tour primaverile
1. Muhammad Ali
2. Voglio
3. Ti ho voluto bene veramente
4. In un giorno qualunque
5. Dove si vola
6. Sai che
7. Atlantico
8. Pronto a correre
9. La ragione del mondo
10. Buona vita
11. Parole in circolo
12. Proteggiti da me
13. Dialogo tra due pazzi
14. La casa azul
15. Onde
16. Amalia
17. Guerriero
18. Mille lire
19. L'essenziale (al pianoforte)
20. 20 sigarette / Le cose che non ho / Non passerai
21. Esseri umani
22. Credimi ancora
23. Io ti aspetto
24. L'essenziale
25. Hola

#### Tour estivo
1. Voglio
2. Pronto a correre
3. Sai che
4. Buona vita
5. Muhammad Ali
6. In un giorno qualunque
7. Parole in circolo
8. La ragione del mondo
9. Ti ho voluto bene veramente
10. Proteggiti da me
11. La casa azul
12. Amalia
13. 20 sigarette / Le cose che non ho / Non passerai
14. Esseri umani
15. Guerriero
16. Mille lire
17. Onde
18. L'essenziale
19. Hola
20. Jealous Guy (cover di John Lennon)
21. Io ti aspetto

#### Tour autunnale
1. Muhammad Ali
2. Voglio
3. Ti ho voluto bene veramente
4. In un giorno qualunque
5. Sai che
6. Everest
7. Pronto a correre
8. Buona vita
9. La ragione del mondo
10. Proteggiti da me
11. Parole in circolo
12. Dialogo tra due pazzi
13. La casa azul
14. Onde
15. Amalia
16. Guerriero
17. Calci e pugni
18. Credimi ancora
19. Hola
20. Esseri umani
21. L'essenziale
22. Io ti aspetto
23. Duemila volte

### Date

#### Anteprima europea
Aprile
- 8 aprile 2019 (Data zero), Berlino (Germania), Tempodrom
- 10 aprile 2019, Zurigo (Svizzera), Volkshaus
- 12 aprile 2019, Monaco di Baviera (Germania), Tonhalle
- 14 aprile 2019, Parigi (Francia), La Cigale
- 17 aprile 2019, Madrid (Spagna), Joy Eslava

#### Tour primaverile
Aprile
- 27 aprile 2019, Torino, PalaOlimpico
- 28 aprile 2019, Torino, PalaOlimpico

Maggio
- 1º maggio 2019, Milano, Forum di Assago
- 2 maggio 2019, Milano, Forum di Assago
- 4 maggio 2019, Milano, Forum di Assago
- 5 maggio 2019, Milano, Forum di Assago
- 8 maggio 2019, Roma, Palazzo dello Sport
- 10 maggio 2019, Roma, Palazzo dello Sport
- 11 maggio 2019, Roma, Palazzo dello Sport
- 13 maggio 2019, Bari, PalaFlorio
- 14 maggio 2019, Bari, Palaflorio
- 16 maggio 2019, Caserta, PalaMaggiò
- 18 maggio 2019, Eboli, PalaSele
- 21 maggio 2019, Firenze, Nelson Mandela Forum
- 22 maggio 2019, Firenze, Nelson Mandela Forum
- 24 maggio 2019, Verona, Arena di Verona
- 25 maggio 2019, Verona, Arena di Verona
- 26 maggio 2019, Verona, Arena di Verona
- 29 maggio 2019, Rimini, RDS Stadium
- 30 maggio 2019, Bologna, Unipol Arena

#### Tour estivo
Luglio
- 14 luglio 2019, Fontanellato, Labirinto della Masone
- 18 luglio 2019, Santo Stefano Quisquina, Teatro Andromeda
- 21 luglio 2019, Sigillo, Monte Cucco
- 24 luglio 2019, Montecrestese, Cava La Beola
- 28 luglio 2019, Tarvisio, Laghi di Fusine
- 30 luglio 2019, Sarnano, Località Fontanelle

#### Tour autunnale
Novembre
- 6 novembre 2019, Perugia, PalaEvangelisti
- 8 novembre 2019, Milano, Forum di Assago
- 9 novembre 2019, Milano, Forum di Assago
- 10 novembre 2019, Milano, Forum di Assago
- 11 novembre 2019, Milano, Forum di Assago
- 12 novembre 2019, Mantova, Grana Padano Arena
- 14 novembre 2019, Conegliano, Zoppas Arena
- 15 novembre 2019, Conegliano, Zoppas Arena
- 17 novembre 2019, Pesaro, Vitrifrigo Arena
- 19 novembre 2019, Firenze, Nelson Mandela Forum
- 22 novembre 2019, Roma, Palazzo dello Sport
- 24 novembre 2019, Eboli, PalaSele
- 26 novembre 2019, Reggio Calabria, PalaCalafiore
- 28 novembre 2019, Acireale, PalaTupparello
- 29 novembre 2019, Acireale, PalaTupparello

#### Tour europeo
Dicembre
- 4 dicembre 2019, Bruxelles (Belgio), Salle Madeleine
- 6 dicembre 2019, Amsterdam (Paesi Bassi), Melkweg
- 8 dicembre 2019, Francoforte sul Meno (Germania), Batschkapp
- 10 dicembre 2019, Colonia (Germania) Carlswerk
- 13 dicembre 2019, Zurigo (Svizzera), Samsung Arena
- 15 dicembre 2019, Barcellona (Spagna), Sala Barts
- 18 dicembre 2019, Londra (Regno Unito), Shepherd’s Bush Empire

## Mengoni Live 2022

### Band
- Giovanni Pallotti: basso elettrico, synth, programmazioni
- Peter Cornacchia: chitarra elettrica, chitarra acustica
- Massimo Colagiovanni: chitarra elettrica, chitarra acustica
- Davide Sollazzi: batteria
- Benjamin Ventura: pianoforte, synth
- Leonardo Di Angilla: percussioni
- Adam Rust: organo, synth
- Moris Pradella: cori, chitarra acustica
- Yvonne Park: cori
- Elisabetta Ferrari: cori
- Nicole di Gioacchino: cori
- Francesco Minutello: tromba
- Alessio Cristin: trombone
- Elias Faccio: sassofono

### Scaletta

#### Marco negli stadi
1. Cambia un uomo
2. Essere umani
3. No stress
4. Voglio
5. Muhammad Ali
6. Solo due satelliti
7. Psycho Killer
8. Credimi ancora
9. Mi fiderò
10. Luce
11. Proteggiti da me
12. Il meno possibile
13. Parole in circolo
14. L'essenziale
15. Non passerai
16. Onde
17. Sai che
18. Hola
19. Ti ho voluto bene veramente
20. Duemila volte
21. Venere e Marte
22. Come neve
23. In un giorno qualunque
24. Guerriero
25. Ma stasera
26. Pronto a correre
27. Io ti aspetto
28. Buona vita

#### Tour palazzetti
1. Cambia un uomo
2. Essere umani
3. No stress
4. Voglio
5. Muhammad Ali
6. Psycho Killer
7. Credimi ancora
8. Mi fiderò
9. Tutti i miei ricordi
10. Luce
11. Proteggiti da me
12. Una canzone triste
13. Parole in circolo
14. L'essenziale
15. In città
16. Sai che
17. Hola
18. Ti ho voluto bene veramente
19. Duemila volte
20. Guerriero
21. Ma stasera
22. Pronto a correre
23. Io ti aspetto
24. Ancora una volta
25. Buona vita

### Date

#### Marco negli stadi
Giugno
- 14 giugno 2022 (Data zero), Codroipo, Villa Manin
- 19 giugno 2022, Milano, Stadio Giuseppe Meazza di San Siro
- 22 giugno 2022, Roma, Stadio Olimpico

#### Tour palazzetti
Ottobre
- 2 ottobre 2022 (Data zero), Mantova, Grana Padano Arena
- 3 ottobre 2022, Mantova, Grana Padano Arena
- 5 ottobre 2022, Milano, Forum di Assago
- 7 ottobre 2022, Milano, Forum di Assago
- 8 ottobre 2022, Milano, Forum di Assago
- 10 ottobre 2022, Milano, Forum di Assago
- 12 ottobre 2022, Torino, PalaOlimpico
- 14 ottobre 2022, Bologna, Unipol Arena
- 16 ottobre 2022, Pesaro, Vitrifrigo Arena
- 18 ottobre 2022, Firenze, Nelson Mandela Forum
- 21 ottobre 2022, Roma, Palazzo dello Sport
- 22 ottobre 2022, Roma, Palazzo dello Sport
- 27 ottobre 2022, Eboli, PalaSele

## Marco Mengoni Tour 2023

### Band
- Giovanni Pallotti: basso elettrico, synth, programmazioni
- Peter Cornacchia: chitarra elettrica, chitarra acustica
- Massimo Colagiovanni: chitarra elettrica, chitarra acustica
- Davide Sollazzi: batteria
- Benjamin Ventura: pianoforte, synth
- Leonardo Di Angilla: percussioni
- Adam Rust: organo, synth
- Moris Pradella: cori, chitarra acustica
- Yvonne Park: cori
- Elisabetta Ferrari: cori
- Nicole di Gioacchino: cori

### Scaletta

#### Marco negli stadi
1. Cambia un uomo
2. Esseri umani
3. No stress
4. Voglio
5. Muhammad Ali
6. Psycho Killer
7. Credimi ancora
8. Mi fiderò
9. Luce
10. Proteggiti da me
11. Parole in circolo
12. Due nuvole
13. L'essenziale
14. Pazza musica
15. Due vite
16. Fiori d'orgoglio
17. Sai che
18. Hola
19. Ti ho voluto bene veramente
20. Guerriero
21. Ma stasera
22. Pronto a correre
23. Io ti aspetto
24. Proibito
25. Buona vita

#### Tour europeo (palazzetti)
1. Ma stasera
2. Mi fiderò
3. No stress
4. Voglio
5. Muhammad Ali
6. Onde
7. Fiori d'orgoglio
8. Hola
9. Guerriero
10. In tempo
11. In città
12. L'essenziale
13. Pazza musica
14. Due vite
15. Ti ho voluto bene veramente
16. Duemila volte
17. Un'altra storia
18. Pronto a correre
19. Let It Be
20. Proibito
21. Io ti aspetto

### Date

#### Marco negli stadi
Giugno
- 17 giugno 2023 (Data zero), Bibione, Stadio comunale
- 20 giugno 2023, Padova, Stadio Euganeo
- 24 giugno 2023, Salerno, Stadio Arechi
- 28 giugno 2023, Bari, Arena della Vittoria

Luglio
- 1º luglio 2023, Bologna, Stadio Renato Dall'Ara
- 5 luglio 2023, Torino, Stadio Olimpico Grande Torino
- 8 luglio 2023, Milano, Stadio Giuseppe Meazza di San Siro
- 15 luglio 2023, Roma, Circo Massimo

#### Tour europeo (palazzetti)
Ottobre
- 18 ottobre 2023, Barcellona (Spagna), Sant Jordi Club
- 21 ottobre 2023, Bruxelles (Belgio), Forest National
- 23 ottobre 2023, Amsterdam (Paesi Bassi), AFAS Live
- 25 ottobre 2023, Parigi (Francia), Zénith di Parigi
- 27 ottobre 2023, Francoforte sul Meno (Germania), Jahrhunderthalle
- 29 ottobre 2023, Vienna (Austria), Gasometer
- 31 ottobre 2023, Zurigo (Svizzera), Hallenstadion

Novembre
- 2 novembre 2023, Monaco di Baviera (Germania), Olympiahalle

## Marco Mengoni Tour 2025

### Scaletta

#### Marco negli stadi
Prologo
1. Ti ho voluto bene veramente
2. Guerriero
3. Sai che
4. La valle dei re / Black Hole Sun (cover dei Soundgarden)
5. Non me ne accorgo
6. Tutti hanno paura
7. No stress
8. Voglio
9. Muhammad Ali

Episodi
1. Fuoco di paglia
2. Cambia un uomo
3. Luce
4. Proteggiti da me
5. In due minuti
6. Un’altra storia
7. Tonight
8. Hola

Stasimi
1. Due vite
2. L’essenziale
3. Mi fiderò
4. La casa azul
5. Onde
6. Unatoka Wapi

Esodo
1. Un fiore contro il diluvio
2. Proibito
3. Non sono questo
4. Incenso

Catarsi
1. Mandare tutto all’aria
2. Pazza musica
3. Ma stasera
4. Pronto a correre
5. Io ti aspetto

Bis
1. Sto bene al mare
2. Esseri umani

### Date

#### Marco negli stadi
Giugno
- 21 giugno 2025 (Data zero), Lignano Sabbiadoro, Stadio Guido Teghil
- 26 giugno 2025, Napoli, Stadio Diego Armando Maradona

Luglio
- 2 luglio 2025, Roma, Stadio Olimpico
- 5 luglio 2025, Bologna, Stadio Renato Dall'Ara
- 6 luglio 2025, Bologna, Stadio Renato Dall'Ara
- 9 luglio 2025, Torino, Stadio Olimpico Grande Torino
- 13 luglio 2025, Milano, Stadio Giuseppe Meazza di San Siro
- 14 luglio 2025, Milano, Stadio Giuseppe Meazza di San Siro
- 17 luglio 2025, Padova, Stadio Euganeo
- 20 luglio 2025, Bari, Stadio San Nicola
- 23 luglio 2025, Messina, Stadio San Filippo-Franco Scoglio
- 24 luglio 2025, Messina, Stadio San Filippo-Franco Scoglio

#### Marco Mengoni Live In Europe (palazzetti)
Ottobre
- 5 ottobre 2025 (Data zero), Conegliano, Prealpi SanBiagio Arena
- 8 ottobre 2025, Torino, Inalpi Arena
- 9 ottobre 2025, Torino, Inalpi Arena
- 12 ottobre 2025, Milano, Forum di Assago
- 13 ottobre 2025, Milano, Forum di Assago
- 15 ottobre 2025, Milano, Forum di Assago
- 17 ottobre 2025, Milano, Forum di Assago
- 21 ottobre 2025, Pesaro, Vitrifrigo Arena
- 22 ottobre 2025, Pesaro, Vitrifrigo Arena
- 24 ottobre 2025, Bologna, Unipol Arena
- 25 ottobre 2025, Bologna, Unipol Arena
- 28 ottobre 2025, Firenze, Nelson Mandela Forum
- 29 ottobre 2025, Firenze, Nelson Mandela Forum
- 31 ottobre 2025, Firenze, Nelson Mandela Forum

Novembre
- 2 novembre 2025, Eboli, Palasele
- 4 novembre 2025, Eboli, Palasele
- 5 novembre 2025, Eboli, Palasele
- 8 novembre 2025, Roma, Palazzo dello Sport
- 9 novembre 2025, Roma, Palazzo dello Sport
- 12 novembre 2025, Roma, Palazzo dello Sport
- 13 novembre 2025, Roma, Palazzo dello Sport
- 18 novembre 2025, Ginevra (Svizzera), Arena di Ginevra
- 21 novembre 2025, Stoccarda (Germania), Hanns-Martin-Schleyer-Halle
- 22 novembre 2025, Düsseldorf (Germania), Mitsubishi Electric Halle
- 24 novembre 2025, Zurigo (Svizzera), Hallenstadion
- 26 novembre 2025, Francoforte sul Meno (Germania), Festhalle
- 27 novembre 2025, Monaco di Baviera (Germania), Olympiahalle
- 30 novembre 2025, Bruxelles (Belgio), Forest National

Dicembre
- 1° dicembre 2025, Utrecht (Paesi Bassi), TivoliVredenburg
- 3 dicembre 2025, Parigi (Francia), Salle Pleyel
- 5 dicembre 2025, Esch-sur-Alzette (Lussemburgo), Rockhal
- 7 dicembre 2025, Londra (Regno Unito), O2 Forum Kentish Town
- 10 dicembre 2025, Madrid (Spagna), Palacio Vistalegre